# Tajna Nikole Tesle (1980.)
Tajna Nikole Tesle, hrvatski dugometražni film iz 1980. godine.
U epizodnoj ulozi pojavljuje se novinar Dražan Duilo.